# Акароа (гавань)
Гавань Акароа (англ. Akaroa Harbour; маор. Whakaroa) — одна з двох великих бухт, яка розташована в південній частині півострова Бенкс на східному узбережжі регіону Кентербері, Південного острова Нової Зеландії; інша — гавань Літтелтон розташована в північній частині півострова. Гавань входить в сушу з південного узбережжя півострова, прямуючи переважно в північному напрямку і доходить практично до центральної його частини.

## Географія та природні особливості

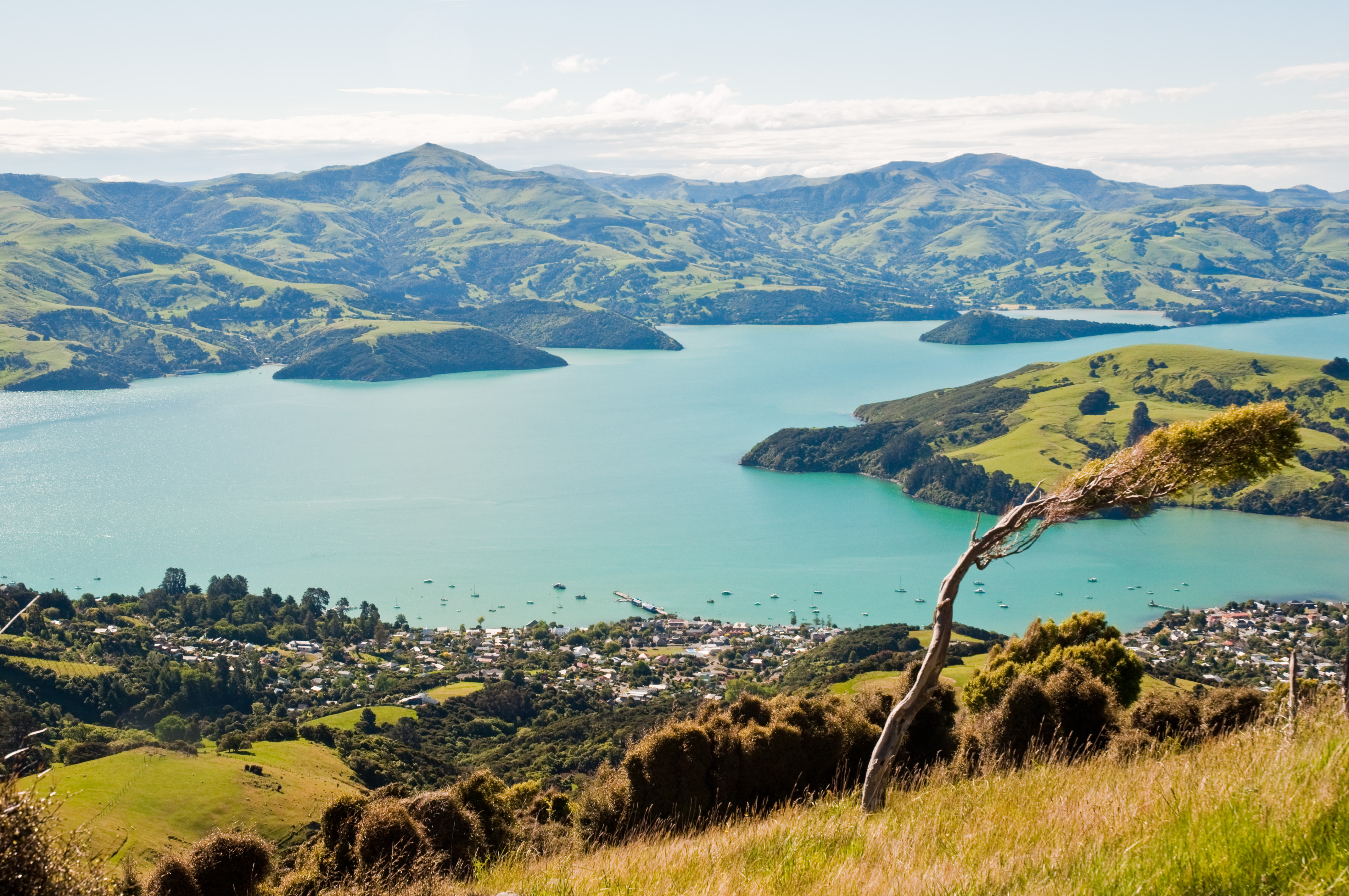
Село Акароа і гавань, вид з автдороги Стоун-Бей

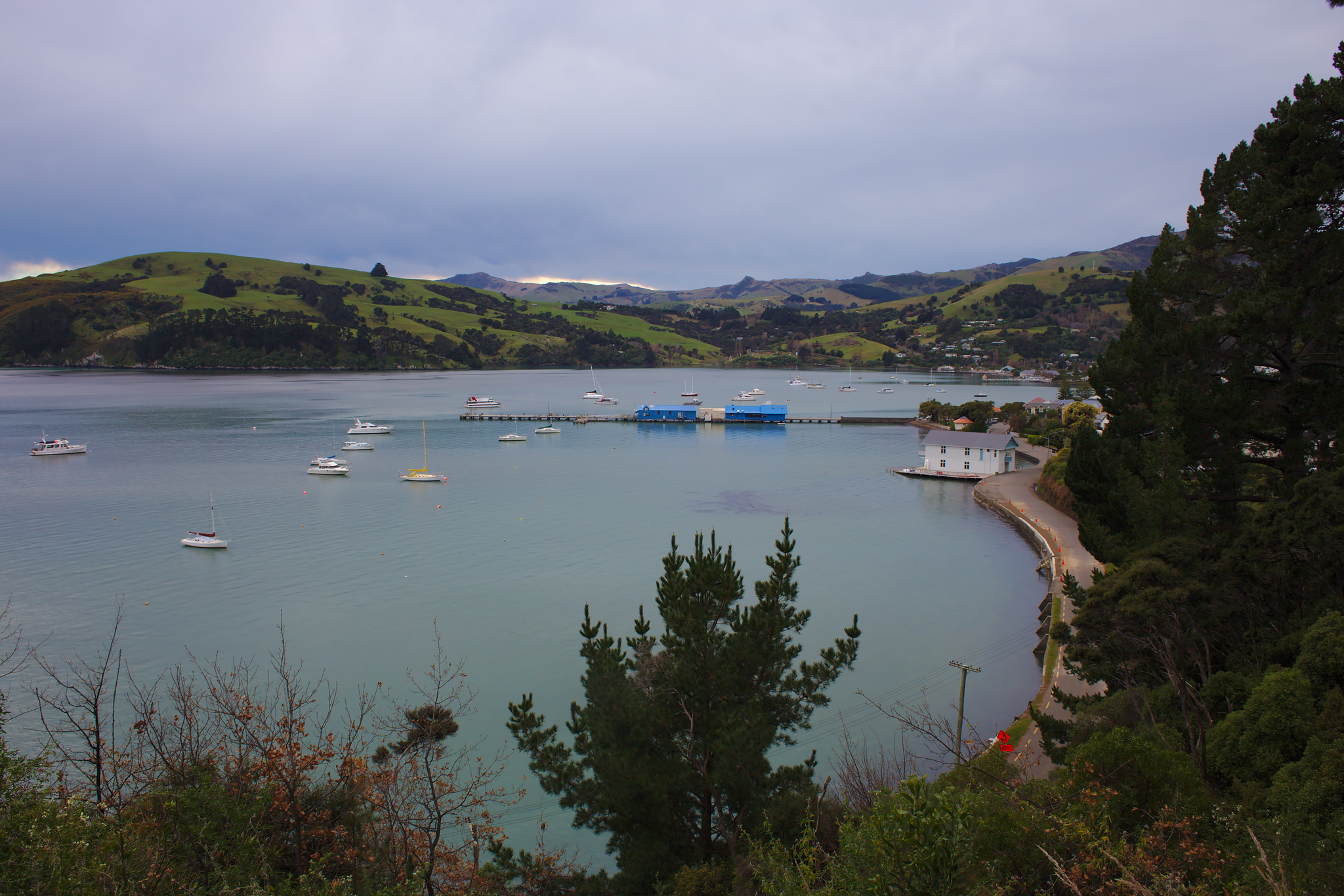
Французька затока

Назва Акароа є альтернативним варіантом написання Whakaroa, Whangaroa або Wangaloa з діалекту племені Нгаї Таху (Маорі). Whakaroa означає «Довга гавань».
У середині 19 століття гавань використовувалася в комерційних цілях для морського та берегового китобійного промислу. Час від часу в гавань заходять круїзні судна, пасажири яких відвідують поселення Акароа.
Півострів Онаве знаходиться в глибині гавані, і є місцем розташування колишнього маорійського укріпленого поселення («па»).
Гавань є одним із двох еродованих вулканічних центрів згаслого вулкана півострова Бенкс.
Морський заповідник Акароа розташований біля входу в гавань (43°52′56.52″ пд. ш. 172°57′54.47″ сх. д. / 43.8823667° пд. ш. 172.9651306° сх. д.). Він був остаточно схвалений у 2013 році, площею 4,75 км² (475 га), після 17-річної кампанії за його створення. Згодом його розмір було збільшено і встановлено остаточно в 5,12 км² (512 га).
Станом на  2011 рік із семи ділянок, на яких у гавані було взято проби на предмет якості води, шість отримали оцінку «добре» та одна — «задовільно» з точки зору використання в рекреаційних цілях. На оцінку можуть впливають опади.

## Населені пункти

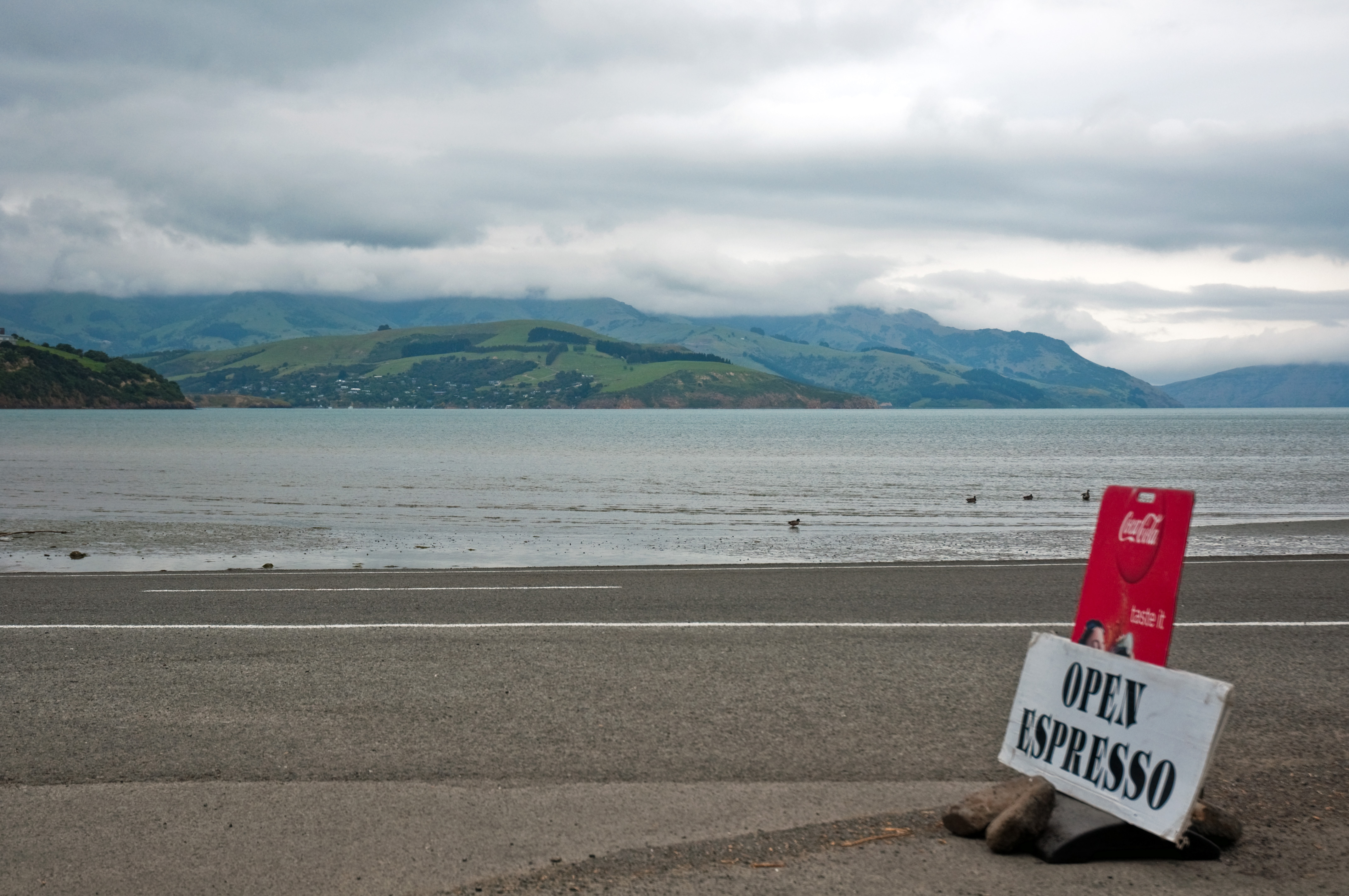
Дювошель на узбережжі гавані

Узбережжя гавані Акароа постійно було заселене з 1840-х років.
Населені пункти Акароа, Дювошель, Такапунеке, Такаматуа, Беррис-Бей, Френч-Фарм і Вайнуї розташовані на береговій лінії гавані. Вони з'єднані з рештою регіону Кентербері через Державне шосе 75 (SH 75). Френч-Бей (укр. Французька затока), місце французького поселення Акароа, спочатку була відома як Пака Арікі (англ. Paka Ariki)    .

### Демографія
Статистична зона гавані Акароа охоплює поселення навколо гавані, за винятком Акароа. Вона охоплює 162,14 км². Станом на червень 2023, її населення становило 720 осіб, зі щільністю 4,4 особи на один кв. км.
За даними перепису населення Нової Зеландії 2018 року, у гавані Акароа проживало 729 осіб, що на 27 осіб менше (−3,6 %) порівняно з переписом 2013 року, але збільшилося на 18 осіб (2,5 %) порівняно з переписом 2006 року. Тут було 330 домогосподарств, в яких проживало 363 чоловіки і 366 жінок, що давало співвідношення статей 0,99 чоловіка на 1 жінку. Середній вік населення становив 57,9 років (порівняно з 37,4 роками по країні), причому 78 осіб (10,7 %) були віком до 15 років, 63 (8,6 %) віком від 15 до 29 років, 333 (45,7 %) віком від 30 до 64 років і 255 (35,0 %). %) у віці 65 років і старше.
Етнічні групи становили 93,8 % європейці/пакеха, 6,6 % маорі, 1,2 % тихоокеанців, 2,5 % азіатів і 2,5 % інших етнічних груп. При перепису деякі особи могли ідентифікувати себе з більш ніж однією етнічною приналежністю.
Відсоток людей, які народилися за кордоном, становив 21,0 % у порівнянні з 27,1 % по країні.
Хоча деякі громадяни вирішили не відповідати на запитання перепису щодо релігійної приналежності, 49,4 % не відносили себе до жодної з релігій, 39,9 % назвалися християнами, 1,2 % мали релігійні переконання маорі, 0,8 % були буддистами та 1,2 % мали інші релігійні переконання.
З тих, кому принаймні було 15 років і більше, 159 (24,4 %) осіб мали ступінь бакалавра або вищу освіту, а 90 (13,8 %) осіб не мали формальної кваліфікації. Середньорічний дохід склав 28 100 доларів США в порівнянні з 31 800 доларів США по країні. 84 людини (12,9 %) заробили понад 70 000 доларів США порівняно з 17,2 % у країні. Статус зайнятості серед тих, кому було не менше 15 років, був таким, що 279 (42,9 %) осіб були зайняті повний робочий день, 132 (20,3 %) — неповний робочий день, а 3 (0,5 %) — безробітні.

## Галерея
|                               |
| Якірні місця стоянок в гавані |

| |
| Гавань Акароа (ліворуч/внизу) і гавань Літтелтон (праворуч/вверху) на вулкані півострова Бенкс, фото з Міжнародної космічної станції (2006) |

|                                                                                           |
| Кораблі в гавані Акароа (початок 19 ст.) Кілька маорійських будинків на передньому плані. |

|                                                                               |
| Фото гавані Акароа з північного заходу, півострів Онаве (на передньому плані) |